# Coprinopsis atramentaria
A Coprinopsis atramentaria é uma espécie de cogumelo comestível (embora venenoso quando combinado com álcool) encontrada na Europa e na América do Norte. Anteriormente conhecida como Coprinus atramentarius, é o segundo "píleo de tinta" mais conhecido depois de C. comatuse, e membro anterior do gênero Coprinus. É um fungo comum e difundido em todo o Hemisfério Norte. Os aglomerados de cogumelos surgem após a chuva, da primavera ao outono, geralmente em habitats urbanos e perturbados, como terrenos baldios e áreas gramadas. O píleo marrom-acinzentado é inicialmente em forma de sino antes de se abrir, depois disso ele se achata e se desintegra. A carne é fina e o sabor é suave. Ele pode ser comido, mas devido à presença de coprina no cogumelo, é venenoso quando consumido com álcool, pois aumenta a sensibilidade do corpo ao etanol de forma semelhante ao dissulfiram, medicamento contra o alcoolismo.

## Taxonomia
A espécie foi descrita pela primeira vez pelo naturalista francês Pierre Bulliard em 1786 como Agaricus atramentarius antes de ser colocada no grande gênero Coprinus em 1838 por Elias Magnus Fries. O epíteto específico é derivado do latim atramentum, tinta.
O gênero era anteriormente considerado grande, com bem mais de 100 espécies. Entretanto, a análise molecular das sequências de DNA mostrou que a maioria das espécies pertencia à família Psathyrellaceae, diferente da espécie-tipo que pertencia à Agaricaceae. Como resultado, ela recebeu seu nome binomial atual em 2001, pois essa e outras espécies foram transferidas para o novo gênero Coprinopsis.
O nome " maldição do bêbado" é derivado de sua capacidade de criar uma sensibilidade aguda ao álcool, semelhante ao dissulfiram. Outros nomes comuns incluem píleo de tinta comum (common ink cap) e píleo com tinta (inky cap). O líquido preto que esse cogumelo libera após ser colhido já foi usado como tinta.

## Descrição

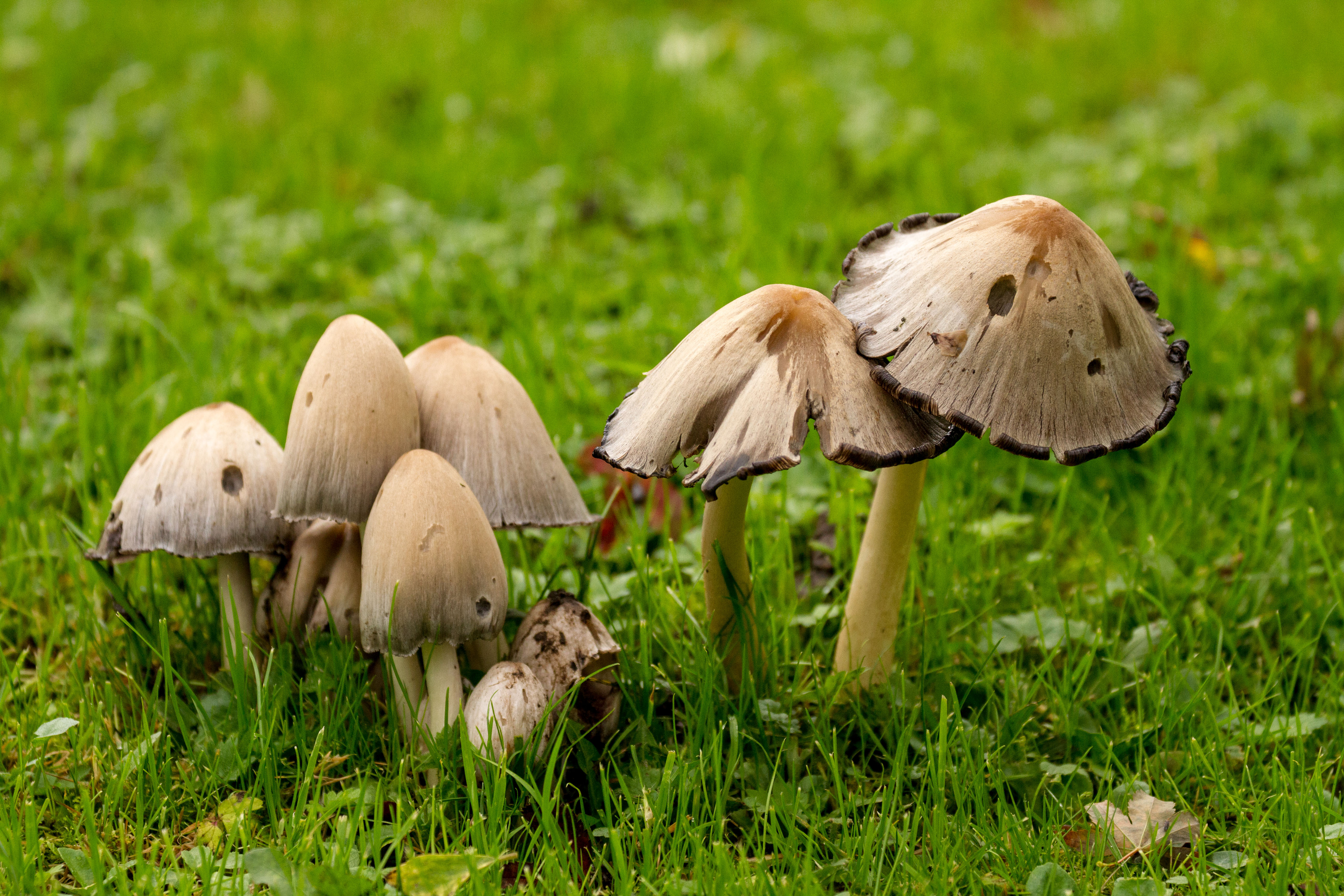
Um grupo de cogumelos jovens

Medindo de 3 a 10 cm de diâmetro, o píleo acinzentado ou marrom-acinzentado tem inicialmente a forma de um sino, é sulcado e depois se divide. A cor é mais marrom no centro do píleo, que depois se achata antes de derreter. As lamelas, muito cheias, são livres; elas são esbranquiçadas no início, mas rapidamente se tornam pretas e facilmente deliquescem. O estipe curto mede de 5 a 17 cm de altura por 1 a 2 cm de diâmetro, é de cor cinza e não tem anel. Em grupos jovens, os estipes podem ser obscurecidos pelos píleos. A esporada é preta e os esporos têm forma de amêndoa; medem de 8 a 11 por 5 a 6 μm. A carne é fina e de cor cinza claro.

## Habitat e distribuição

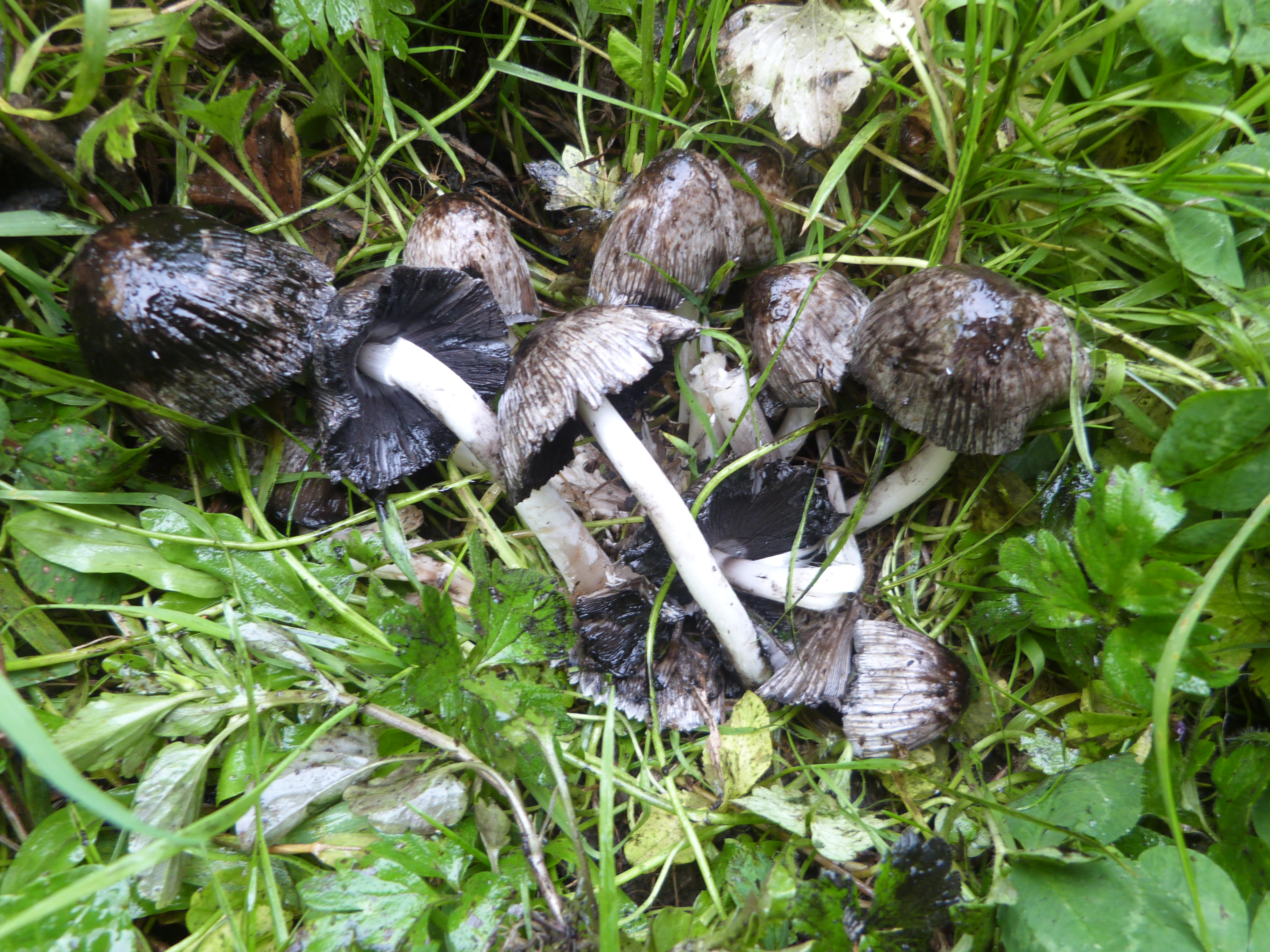
Tufos de Coprinopsis atramentaria. Nova Zelândia, março 2021

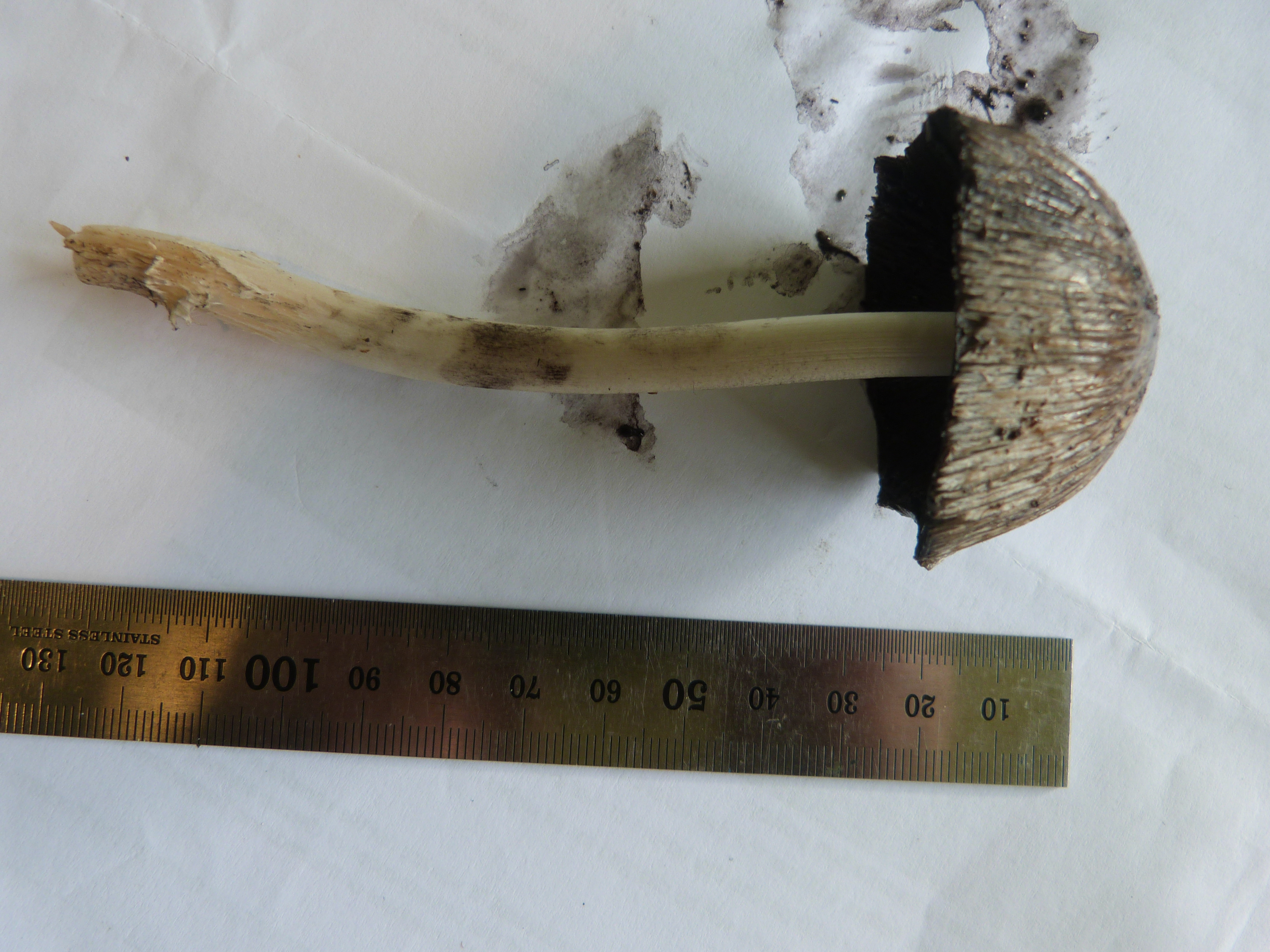
Cogumelo derramando "tinta". Régua para escala. Nova Zelândia, março de 2021

A Coprinopsis atramentaria ocorre em todo o Hemisfério Norte, incluindo Europa, América do Norte e Ásia, mas também foi encontrada na Austrália onde foi registrada em locais urbanos como o Royal Botanic Garden em Sydney e ao redor do Lago Torrens, e também na África do Sul. Descobertas recentes de cogumelos píleos com tinta em Dunedin, na Ilha do Sul da Nova Zelândia, foram identificadas como C. atramentaria e Coprinellus micaceus, uma espécie relacionada que também libera uma tinta preta usada antigamente para impressão no processo conhecido como deliquescência.
Assim como muitos píleos de tinta, a espécie cresce em tufos. É comumente associada a madeira enterrada e é encontrada em pastagens, prados, terrenos perturbados e terrenos abertos do final da primavera ao outono. Sabe-se que os cogumelos abrem caminho pelo asfalto e até mesmo por quadras de tênis. Também é comum em áreas urbanas e aparece em terrenos baldios, e os tufos de fungos podem ser bem grandes e frutificar várias vezes ao ano. Se desenterrado, o micélio pode ser encontrado com frequência originado em madeira morta enterrada.

## Toxicidade e usos

Estrutura química da coprina

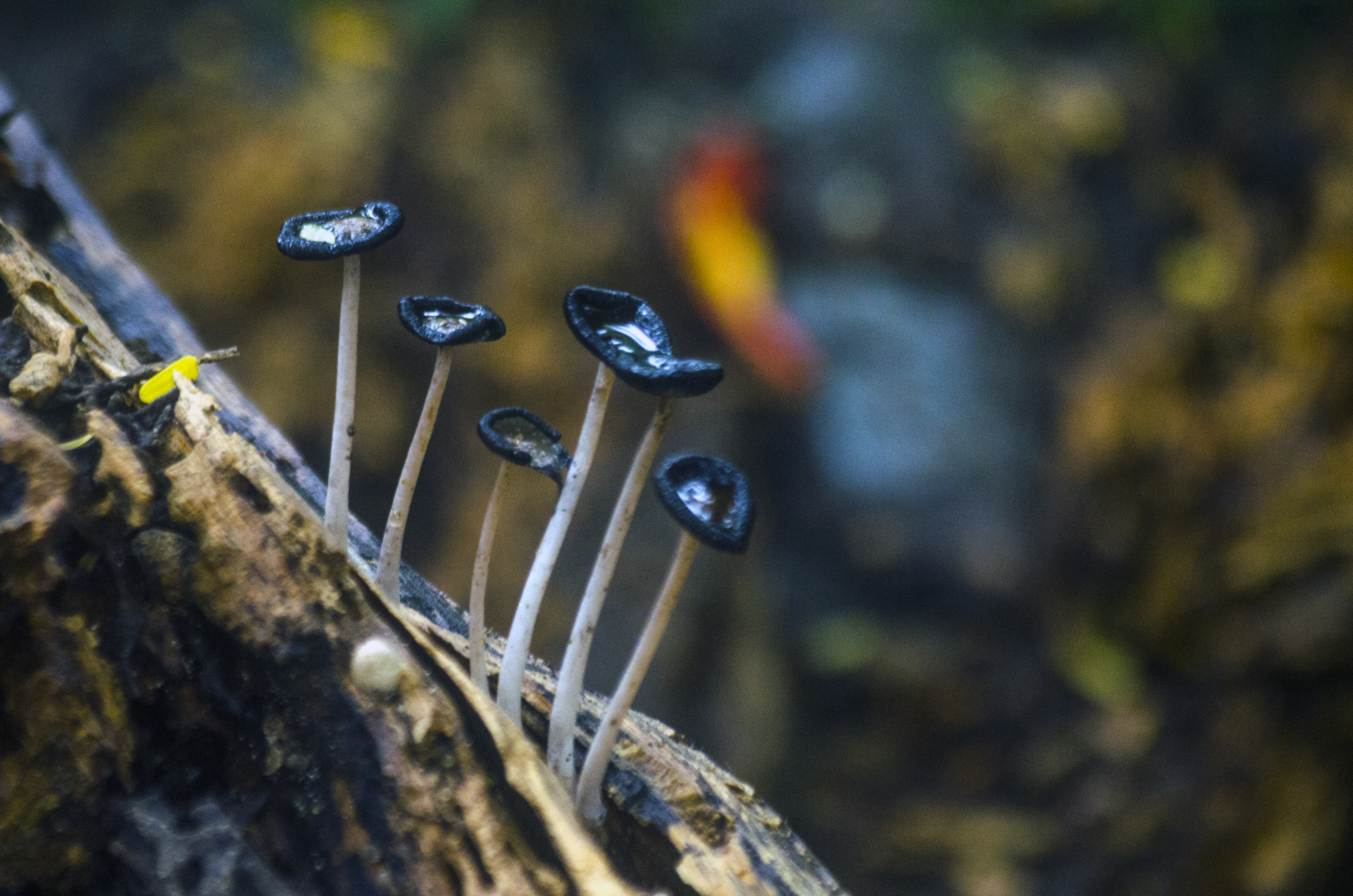
Fungos de píleo preto, Rabindra Sarobar, Calcutá

O consumo de Coprinopsis atramentaria dentro de algumas horas após a ingestão de álcool resulta em uma "síndrome do dissulfiram". Essa interação só é conhecida desde o início do século XX. Os sintomas incluem vermelhidão facial, náusea, vômito, mal-estar, agitação, palpitações e formigamento nos membros, e surgem de cinco a dez minutos após o consumo de álcool. Se não for consumido mais álcool, eles geralmente desaparecem em duas ou três horas. A gravidade dos sintomas é proporcional à quantidade de álcool consumida, tornando-se evidente quando a concentração de álcool no sangue atinge 5 mg/dl e proeminente em concentrações de 50-100 mg/dl. No entanto, sabe-se que o dissulfiram pode causar infarto do miocárdio (ataque cardíaco). Os sintomas podem ocorrer se até mesmo uma pequena quantidade de álcool for consumida até três dias após a ingestão dos cogumelos, embora sejam mais brandos com o passar do tempo. Raramente, pode ocorrer uma arritmia cardíaca, como fibrilação atrial, além de taquicardia supraventricular. Devido a esses efeitos, em alguns casos, o cogumelo tem sido usado para curar o alcoolismo.
O fungo contém um composto de ciclopropilglutamina chamado coprina [en]. Seu metabólito ativo, o 1-aminociclopropanol, bloqueia a ação de uma enzima, a acetaldeído desidrogenase, que quebra o acetaldeído no corpo. O acetaldeído é um metabólito intermediário do etanol e é responsável pela maioria dos sintomas da ressaca; seu efeito sobre os receptores β autonômicos é responsável pelos sintomas vasomotores.
O tratamento envolve assegurar ao paciente que os sintomas, muitas vezes assustadores, passarão, reidratação para reparar a perda de fluidos por vômito e monitoramento de arritmias cardíacas.
Descobriu-se que doses grandes e prolongadas de coprina causa infertilidade em ratos e cães em pesquisas.

### Texto citado
- Benjamin, Denis R. (1995). Mushrooms: poisons and panaceas—a handbook for naturalists, mycologists and physicians. New York: WH Freeman and Company. ISBN 0-7167-2600-9
- Ramsbottom, J (1953). Mushrooms & Toadstools. [S.l.]: Collins. ISBN 1-870630-09-2